# NGC 3962
NGC 3962 (другие обозначения — MCG -2-30-40, UGCA 253, PGC 37366) — эллиптическая галактика (E1) в созвездии Чаша.
Этот объект входит в число перечисленных в оригинальной редакции «Нового общего каталога».
Нейтральный водород в галактике имеет большую протяжённость, его масса составляет 6,4×10^8 масс Солнца.